# Nicola VI di Alessandria
Papa Nicola VI (in greco Νικόλαος ΣΤ΄?, Nicolaos VI; Istanbul, febbraio 1915 – Mosca, 10 luglio 1986) è stato il papa e patriarca greco-ortodosso di Alessandria e di tutta l'Africa tra il 1968 e il 1986.

## Biografia
Antonios Georgios Varelopoulos nacque ad Istanbul a febbraio del 1915. Studiò presso la scuola teologica di Halki. Fu convocato ad Alessandria dal patriarca Nicola V e fu ordinato diacono nel 1938 e presbitero nel 1940. Nel 1945 gli fu assegnato l'ordine di Archimandrita. Servi come pastore del Chiesa di San Nicola e come capo della Chiesa dei santi Costantino ed Elena al Cairo. Nel 1953 divenne vicario patriarcale di Casablanca. Nel 1958 andò ad Addis Abeba, dove prestò servizio fino al 25 gennaio 1959, quando fu ordinato metropolita dell'Africa orientale. Il 10 maggio 1968, dopo 18 mesi di vacanza della sede, fu eletto Patriarca di Alessandria e di tutta l'Africa con il nome di Nicola VI.
Come patriarca, insediò tre vescovi ausiliari nativi nell'Africa orientale, trasferì il Patriarcato di Alessandria, riunendo tutti i servizi patriarcali e la biblioteca patriarcale, rinnovando la Cattedrale di Alexandrov come cattedrale patriarcale. Nel 1969 iniziò a visitare il Patriarcato ecumenico e le Chiese di Grecia, Russia, Romania, Bulgaria, Armenia, Georgia, nonché tutta l'Africa. Fu anche membro di istituzioni episcopali straniere. È stato onorato dallo Stato greco con la Gran Croce della Fenice e altri riconoscimenti stranieri durante le sue visite cerimoniali in vari paesi. Parlava turco, francese, inglese, arabo e swahili.
Morì a 71 anni il 10 luglio 1986 a Mosca, dove era andato in visita per i 30 anni dalla riapertura del Patriarcato a Odessa. Il suo corpo fu trasportato e sepolto nel monastero di San Giorgio al Cairo.